# Pauly D
Paul Michael DelVecchio Jr. (Providence, Rhode Island; 5 de julio de 1980), conocido como Pauly D y DJ Pauly D, es una personalidad de televisión y DJ estadounidense. Es mejor conocido por ser miembro del reparto principal del reality show de MTV Jersey Shore.
En 2011, firmó un contrato para grabar tres álbumes con G-Unit Records y G-Note Records, discográficas propiedad de 50 Cent. Es el primer miembro del reparto de Jersey Shore en tener su propio programa derivado, The Pauly D Project.

## Primeros años
DelVecchio nació el 5 de julio de 1980, en Providence, Rhode Island. Es hijo de Donna DiCarlo y Paul D. DelVecchio Sr. Ha declarado que es de ascendencia "100% italiana". Tiene una hermana, Vanessa. Comenzó su carrera como DJ local bajo el nombre artístico de Pauly D. Uno de sus ídolos profesionales era DJ AM.

## Carrera

### Jersey Shore

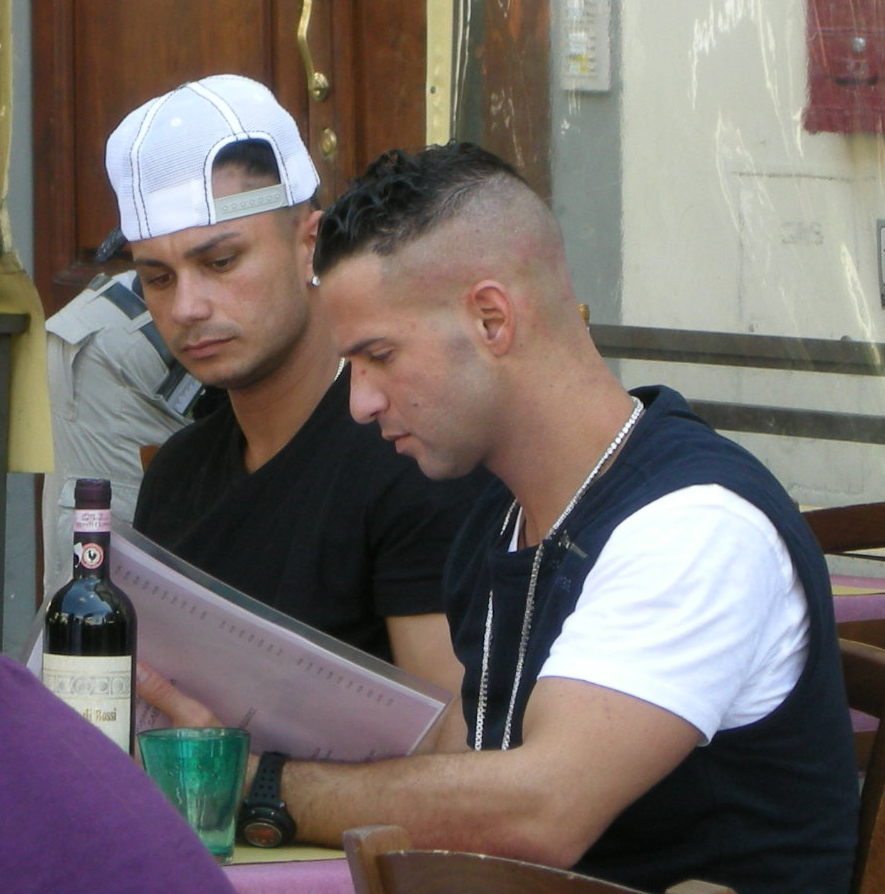
DelVecchio (izquierda) con el miembro del reparto de Jersey Shore Michael Sorrentino, 2011

DelVecchio fue seleccionado en 2009 para participar en Jersey Shore. Él ha declarado que su selección para Jersey Shore no tuvo nada que ver con su música, sino que le enviaron un mensaje por Myspace después de que les gustara su aspecto. Después de enviarles su número, «los directores de casting me llamaron desde Los Ángeles y me dijeron que querían enviar un equipo de cámaras a Rhode Island para filmar un día en mi vida. Me grabaron en el gimnasio, me grabaron tomando el sol y me grabaron yendo al club. Seis meses después me dijeron que había entrado en el programa. En realidad, nunca hice una audición."
Su aparición en el programa le valió la popularidad entre lo que Time denominó "fans realmente fanáticos." Ganó el premio Teen Choice Award 2011 al mejor protagonista de reality show masculino. En junio de 2012 participó en el programa de Fox llamado The Choice.

### The Pauly D Project
DelVecchio es el primer compañero de piso de Jersey Shore en tener su propio spin-off. El programa se centra en su carrera como DJ mientras realiza una gira por Estados Unidos. El rodaje comenzó en 2012. Según Time, "Suponemos que Pauly D consiguió el puesto [en lugar de Nicole Polizzi o Michael Sorrentino] porque parece realmente divertido y fácil de tratar. No es conocido por sus excentricidades como The Situation y no aparece borracho en ocasiones, como hacen Nicole y Michael." El programa, originalmente llamado DelVecchio, pasó a llamarse posteriormente The Pauly D Project. Se estrenó en MTV el 29 de marzo de 2012.

### Jersey Shore: Family Vacation
En 2018, DelVecchio se reunió con sus compañeros de reparto de Jersey Shore para una serie secuela, Jersey Shore: Family Vacation, ambientada en Miami.

### Carrera musical y disc jockey

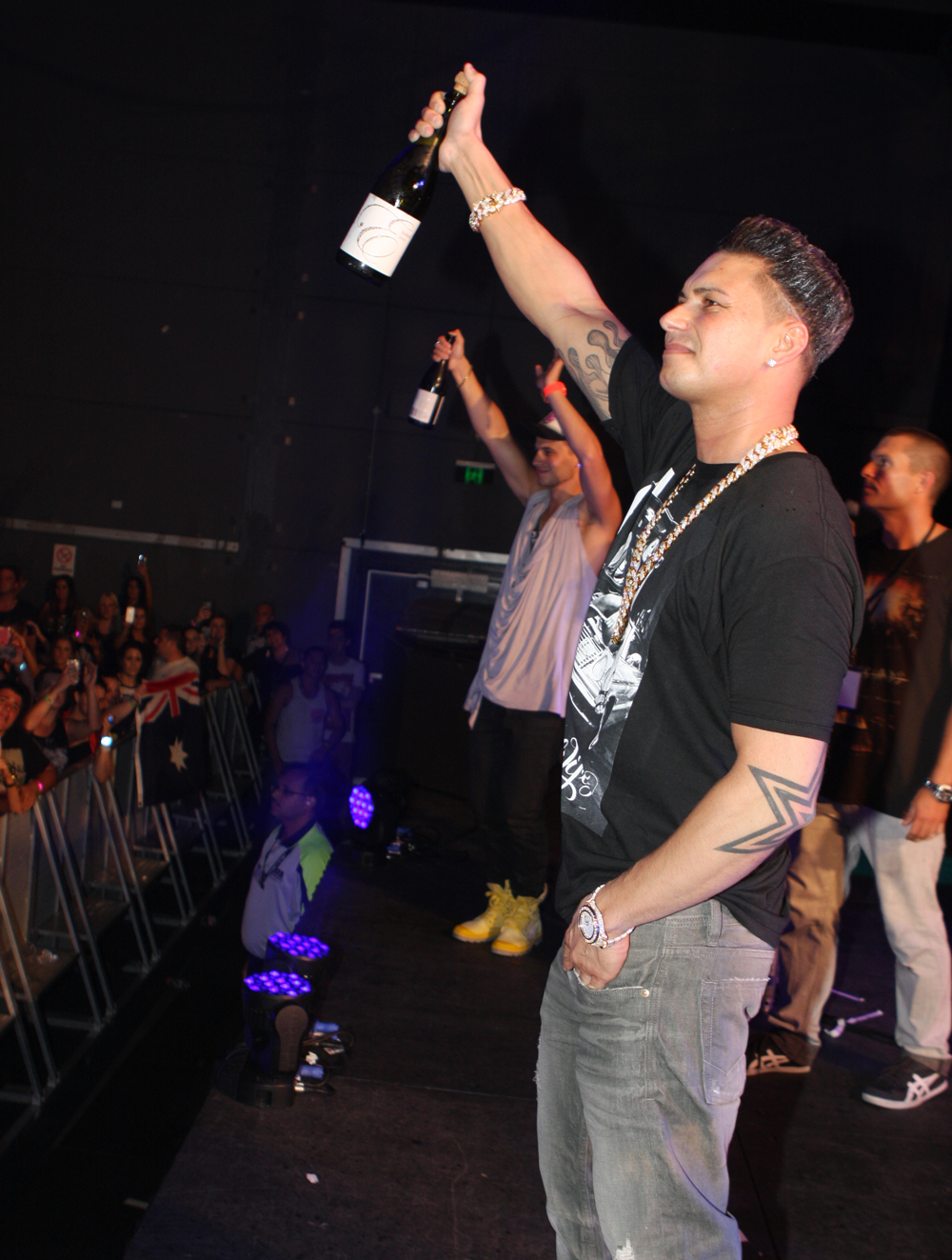
DelVecchio en el escenario en 2013

En 2010, DelVecchio lanzó el sencillo "Beat Dat Beat (It's Time To)". También fue nominado al concurso "America's Best DJ" en 2010 y 2011.
Tras numerosos rumores, el 11 de agosto de 2011, DelVecchio confirmó a XXL que había firmado un contrato para tres álbumes con los sellos discográficos de 50 Cent, G-Unit Records y G-Note Records, y que también lanzaría unos auriculares bajo ese sello.
En 2011, DelVecchio anunció que sería telonero de Britney Spears en su gira Femme Fatale Tour en Norteamérica en determinadas ciudades.
En julio de 2012, DelVecchio tuiteó que Big Sean estaba con él en el estudio trabajando en su nuevo álbum, que se lanzará en 2013.
En agosto de 2012, Wrestling Inc. informó de que DelVecchio sería el embajador en redes sociales de SummerSlam.
DelVecchio lanzó el primer sencillo de su álbum debut, titulado "Back to Love", el 15 de enero de 2012, con la colaboración del cantante británico Jay Sean.
En 2016, DelVecchio lanzó un sencillo llamado "Did You Know" con Tdot illdude.
El 5 de abril de 2019, DelVecchio lanzó su tercer sencillo, llamado "Silver & Gold", con James Kaye.

### Otras apariciones en realitys de televisión
En 2016, DelVecchio se unió al reparto de Famously Single en la cadena E! El programa sigue a ocho famosos solteros que se mudan juntos para examinar sus problemas sentimentales.
En 2018, se unió al reparto de Marriage Bootcamp: Reality Stars 11 junto a Aubrey O'Day. La pareja se conoció durante el rodaje de Famously Single.
En 2019, DelVecchio formó parte del reparto de Game of Clones, un programa de citas en el que buscaba a una doble de Megan Fox.
En abril de 2019, DelVecchio apareció en la serie de citas de MTV Double Shot at Love, junto con su compañero de reparto en Jersey Shore, Vinny Guadagnino.
En 2020, DelVecchio y Vinny Guadagnino fueron seleccionados para participar en otro reality de MTV, Revenge Prank.
En 2022, DelVecchio fue el narrador oficial del reality de competición All Star Shore en Paramount+.

## Vida personal
En octubre de 2013, DelVecchio anunció que era padre de una niña, Amabella Sophia, nacida en Nueva Jersey.. DelVecchio mantiene una relación con Nikki Hall desde 2020.[cita requerida]

## Discografía

### Sencillos
| 2012                                                      | "Night of My Life" (colaboración con Dash) | —   | TBA |
| 2013                                                      | "Back to Love" (colaboración con Jay Sean) | 113 | TBA |
| 2019                                                      | "Silver & Gold" (colaboración James Kaye)  | —   | TBA |
| "—" denotes single that did not chart or was not released |                                            |     |     |

## Premios y nominaciones
| Año  | Asociación         | Categoría                    | Resultado |
| ---- | ------------------ | ---------------------------- | --------- |
| 2010 | Teen Choice Awards | Choice TV: Male Reality Star | Nominado  |
| 2011 | Teen Choice Awards | Choice TV: Male Reality Star | Ganador   |
| 2012 | Teen Choice Awards | Choice TV: Male Reality Star | Ganador   |